# Oro (napój)
Oro – peruwiańska marka napoju bezalkoholowego, należąca do firmy Ajegroup. Oro sprzedawane jest w Peru, Ekwadorze i Wenezueli. Stanowi konkurencję dla Inca Kola. Oba napoje cechuje charakterystyczny, żółty kolor. 
Sprzedawany w butelkach PET o pojemności 525 ml.